# Bart Van den Bossche

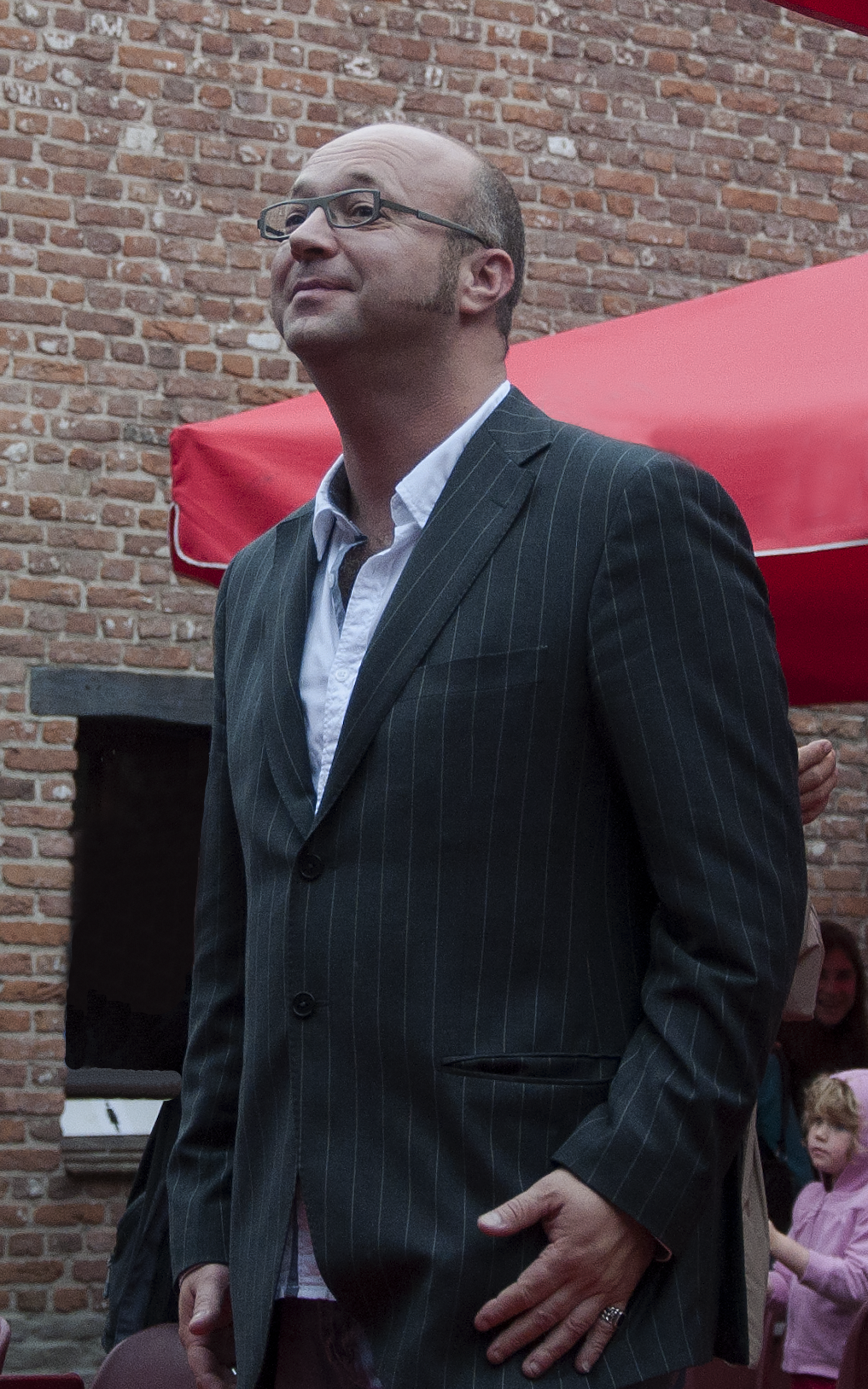
Bart Van den Bossche (2011)

Bart Erna Paul Van den Bossche (* 17. April 1964 in Oostende, Flandern; † 6. Januar 2013 in Lint, Flandern) war ein belgisch-flämischer Sänger, Moderator und Schauspieler.

## Leben
V.d. Bossche wuchs in Kortrijk auf. Auf dem Gymnasium begann er Gitarre zu spielen und zu singen. Danach studierte er am Brüsseler Konservatorium. Sein erstes Album wurde im Mai 1986 veröffentlicht 1986 veröffentlicht und die erste Single daraus "Overstuur" wurde ein Radio-Hit. Weitere Hits folgten 1989, 1992 und 1993 erzielte die CD Bouillon de Charme mit über 15.000 Exemplaren eine goldene Schallplatte. Er präsentierte lange Zeit das Programm "Video Dinges" auf VTM. Im Jahr 2002 Bart schrieb und präsentierte er das Programm Glimmer en Glatter. Von 2005 bis 2009 präsentierte er die VTM Sendung Puzzeltijd im Wechsel mit Stephanie Meire und Amaryllis Temmerman.
Am 6. Januar 2013 starb er zu Hause in seiner Heimatstadt Ribbon, die Urne wurde in Wilrijk beigesetzt.

## Filmografie (Auswahl)
- 1989: Eurosong 1989 (Fernsehsendung, als er selbst)
- 1990: Alfa Papa Tango (Fernsehserie, eine Folge)
- 1995: Videodinges (Fernsehserie, Moderator)
- 2001: Haha reclame! (Fernsehserie)
- 2005–2009: Puzzeltijd (Spielshow, Moderator)
- 2011: Masterchef (Fernsehserie, acht Folgen, Kandidat)

## Diskografie
- 1992: Bouillon de charme
- 1992: De heuveltjes van Erika (Single)
- 1993: Wakker!
- 1996: Kermis in de Hel
- 1998: Het houdt nooit op
- 1999: Bijna Alles, eine „best of“ Doppel-CD
- 2002: De Zotte Avond